# Oreocarya alata
Oreocarya alata là loài thực vật có hoa trong họ Mồ hôi. Loài này được (M.E. Jones) A. Nelson mô tả khoa học đầu tiên năm 1909.